# Örartjärnen (Malungs socken, Dalarna, 673142-138082)
Örartjärnen är en sjö i Malung-Sälens kommun i Dalarna och ingår i Dalälvens huvudavrinningsområde. Sjön har en area på 0,148 kvadratkilometer och ligger 358,1 meter över havet.

## Delavrinningsområde
Örartjärnen ingår i det delavrinningsområde (673268-138427) som SMHI kallar för Nedlagd mätstation. Medelhöjden är 350 meter över havet och ytan är 40,35 kvadratkilometer. Räknas de 341 avrinningsområdena uppströms in blir den ackumulerade arean 3 869,2 kvadratkilometer. Västerdalälven som avvattnar avrinningsområdet har biflödesordning 2, vilket innebär att vattnet flödar genom totalt 2 vattendrag innan det når havet efter 382 kilometer. Avrinningsområdet består mestadels av skog (66 procent). Avrinningsområdet har 1,07 kvadratkilometer vattenytor vilket ger det en sjöprocent på 2,7 procent. Bebyggelsen i området täcker en yta av 3,64 kvadratkilometer eller 9 procent av avrinningsområdet.